# Plazas de soberanía
Plazas de soberanía er områder på Nordafrikas kyst, der har været i spansk besiddelse siden Reconquista'en. Spanien erobrede områderne som fremskudte forsvarsværker mod eventuelle fremtidige angreb fra muslimerne.